# Gulfport (Misisipi)
Gulfport es una ciudad localizada en el estado de Misisipi, en el condado de Harrison. Es la segunda ciudad más grande de Misisipi, siendo la primera la capital del estado Jackson.

## Demografía
Según el censo estadounidense de 2000, su población era de 71.127 habitantes. En 2006, fue estimada una población de 64.316, un descenso del 6811 (-9.6%).

## Geografía
Según United States Census Bureau tiene un área de 166,4 km², de los cuales 147,4 km² están cubiertos por tierra y 19,0 km² cubiertos por agua. 

## Localidades vecinas
El siguiente diagrama representa las localidades vecinas en un radio de 20 km alrededor de Gulfport. 